# Tasjkents tunnelbana
Tasjkents tunnelbana (uzbekiska: Toshkent metropoliteni) är tunnelbanesystemet i Tasjkent, huvudstaden i Uzbekistan. Den invigdes 1977 och är det ena av de endast två tunnelbanesystemen i Centralasien; det andra är Almatys tunnelbana i Almaty, Kazakstan.
Tunnelbanestationerna i Tasjkent är, liksom i Moskvas tunnelbana, rikligt konstnärligt utsmyckade, med detaljer som mosaiker, muralmålningar och ljuskronor och material som glas, marmor och granit. Då tunnelbanesystemet även fungerar som ett kärnvapenskydd var fotografering förbjudet i tunnelbanan fram till 2018.

## Linjer
Tunnelbanan består av fyra linjer med sammanlagt 48 stationer på en 67,2 kilometer lång sträcka. 
| #       | Namn       | Öppnad  | Längd   | Stationer |
| ------- | ---------- | ------- | ------- | --------- |
| 1       | Chilonzor  | 1977    | 23,7 km | 17        |
| 2       | Ozbekiston | 1984    | 14,3 km | 11        |
| 3       | Yunusobod  | 2001    | 10,5 km | 8         |
| 4       | Halqa      | 2020    | 18,0 km | 12        |
| Totalt: | Totalt:    | Totalt: | 67,2 km | 48        |